# Kristian Schreiner
Kristian Schreiner (Ekeberg, 1874. július 29. – Oslo, 1957. május 3.) német származású norvég antropológus, biológus és professzor. 

## Élete
A nagykereskedő Christian Emil Schreiner (1829–1879) és Bethy Gerhardine Bødtker (1832–1910) gyermekeként született Ekeberg-ben. Emil Schreiner pedagógus rokona volt. 1900 szeptemberében feleségül vette Alette Falch-ot, akitől két gyermeke született: Johan Schreiner és Fredrik Schreiner.
Ezt követően egy évig tanult szövettant, embriológiát és sejtbiológiát Würzburg-ben és Prágában, majd Liège-ben. 1902-ben megszerezte a Doctor Medicinae doktori fokozatot a német nyelvű Über die Entwicklung der Amniotennier tézissel. 1904-ben kutató lett az Oslói Egyetemen és 1906-ban kórboncnokká, majd 1908-ban professzorrá nevezték ki. Feleségével vezette a kutatásokat és 1918 és 21 között három kötetben jelentettek meg tankönyvet az emberi szervezetről egyetemi hallgatóknak, valamint 1921-ben egy kötetet iskolásoknak.
Schreiner később a fizikai antropológia kezdett foglalkozni. Halfdan Bryn-nel közösen 1929-ben megjelentette Die Somatologie der Norweger nach Untersuchungen an Rekruten című művét. Azonban Schreiner nem foglalkozott a faji higiénia kérdésével, majd Dánia második világháborús német megszállásakor elbocsájtották. 1941. szeptember 12-étől 1942. július 3-áig Johan fiával a Grini koncentrációs táborban raboskodott a „német hatalommal szembeni ellenállásért”.
Utolsó jelentősebb könyvét, az 1939-ben megjelent Crania Norvegica második kötetét 1946-ban publikálta. 1957. május 3-á hunyt el Oslóban.

## Fordítás
- Ez a szócikk részben vagy egészben  a   Kristian Schreiner című angol Wikipédia-szócikk ezen változatának fordításán alapul.  Az eredeti cikk szerkesztőit annak laptörténete sorolja fel. Ez a jelzés csupán a megfogalmazás eredetét és a szerzői jogokat jelzi, nem szolgál a cikkben szereplő információk forrásmegjelöléseként.